# Lordotus junceus
Lordotus junceus är en tvåvingeart som beskrevs av Daniel William Coquillett 1891. Lordotus junceus ingår i släktet Lordotus och familjen svävflugor. Inga underarter finns listade i Catalogue of Life.